# دون ماكفرلين
دون ماكفرلين هو عداء سريع كندي، ولد في 18 مايو 1926 في لندن في كندا، وتوفي في 5 مارس 2008.

## وصلات خارجية
- دون ماكفرلين على موقع أوليمبيديا (الإنجليزية)